# Glyn Paque
Glyn Eric Paque (* 29. August 1906 in Poplar Bluff, Missouri; † 29. August 1953 in Basel) war ein
US-amerikanischer Jazz-Altsaxophonist und Klarinettist.

## Leben und Wirken
Glyn Paque kam 1926 nach New York City und spielte als Berufsmusiker in Orchestern und Tanzbands; später arbeitete er mit Jelly Roll Morton, King Oliver 1930, Luis Russell 1931, Benny Carter 1933/34 und Willie Bryant 1935 zusammen. Wegen einer depressiven Erkrankung war er eine Weile nicht als Musiker tätig, ging aber 1937 mit Bobby Martins Orchester, in dem auch Ram Ramirez und Kaiser Marshall spielten, nach Europa. Nachdem Martin selbst in die USA zurückgekehrt war, blieb Paque mit Musikern des Bobby Martin-Orchestra in Europa und ließ sich nach Kriegsausbruch 1939 in der Schweiz nieder, wo er u. a. mit The Lanigiros spielte. Am 29. November 1940 wurde seine Tochter Florence in Basel geboren.
Paque gründete hier eine Formation namens The Cotton Club Serenaders, arbeitete außerdem mit Eddie Brunner und Fred Böhler 1944 und französischen Bandleadern wie Philippe Brun und Jerry Thomas. Schließlich verkleinerte Paque in den 1940er Jahren seine Band zu einem Sextett und spielte regelmäßig in allen größeren Schweizer Städten. Weiter trat er als Gastsolist bei Rio de Gregori auf. Er faszinierte auch deshalb, weil er bereits Techniken der Zirkularatmung entwickelt hatte und während seiner Soli einsetzte.
Glyn Paque starb an seinem 47. Geburtstag an einem Herzinfarkt.

## Diskographische Hinweise
- Henry Red Allen: 1937-1941 (Classics)
- Benny Carter: The Complete Recordings 1930-1940 – Vol. 1 (Charly); All of Me (Bluebird, 1934–59)
- King Oliver: 1928-1930 (Classics); The New York Sessions 1929-1930 (RCA)
- Jazz in Switzerland 1930-1975 (Elite) (Fred Böhler & His Orchestra 1944, Glyn Paque Trio mit Bib Thevenez (p), André Bocquin (dr) 12. Juli 1945)